# Andrej Selivanov (schaker)

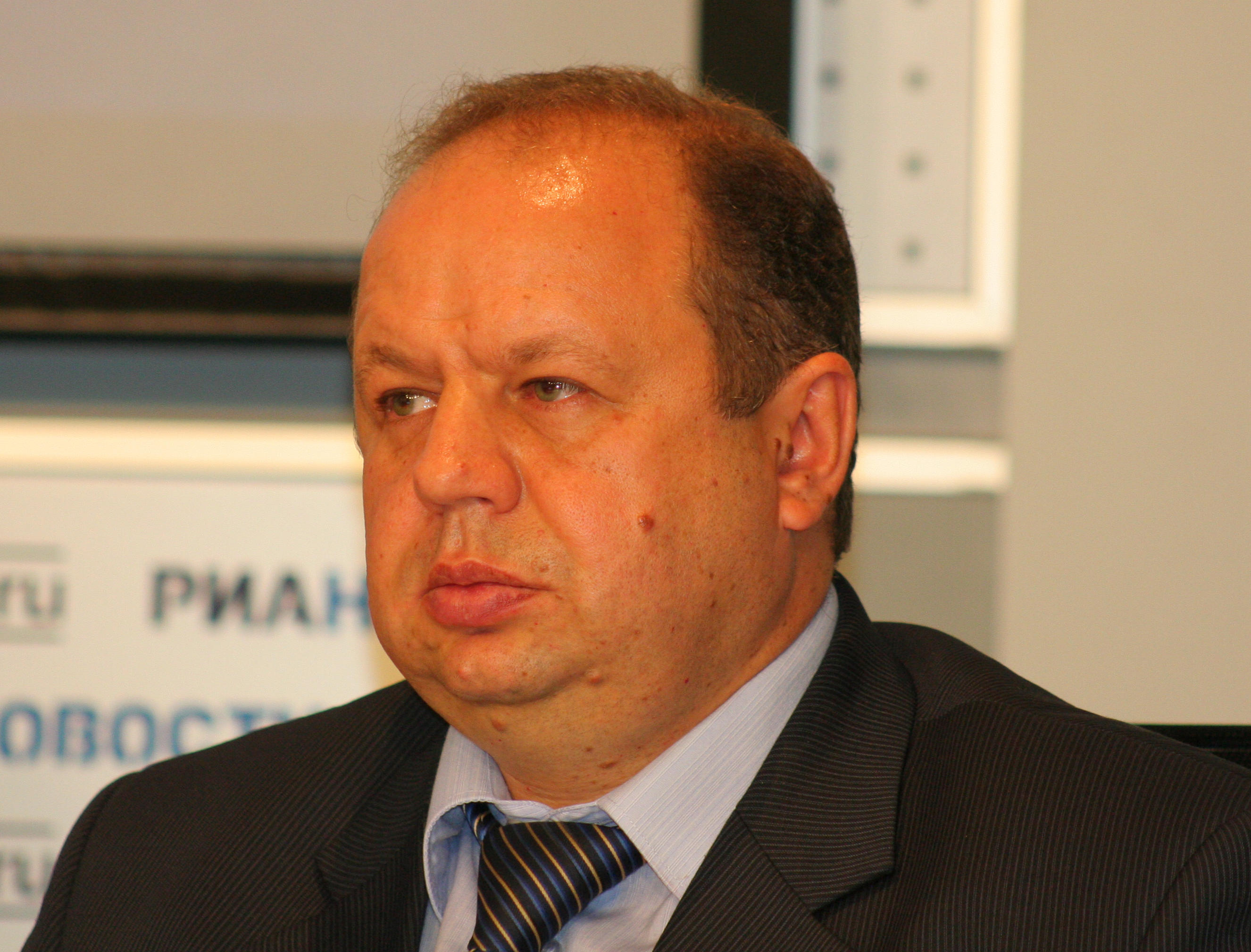
Andrej Selivanov in 2010

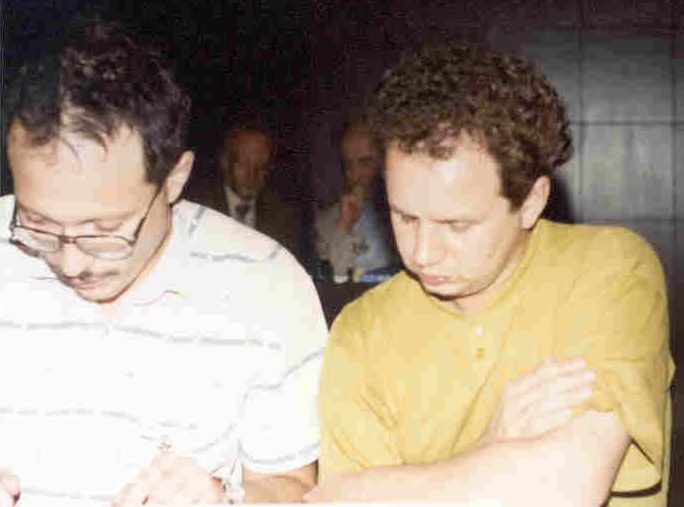
Andrej Selivanov (rechts) met Mark Erenburg op de ontmoeting voor schaakprobleemcomponisten van de World Federation for Chess Composition 1993 in Bratislava

Andrej Vladimirovitsj Selivanov (Karpinsk, 9 juli 1967) is een Russische politicus en schaker, gespecialiseerd in schaakproblemen. Ook is hij bestuurder in schaakorganisaties. Hij was in de periode 1993–2003 Russisch afgevaardigde aan de staatsdoema.

## Biografie
Selivanov werd geboren in Karpinsk, in de Sverdlovsk Oblast, in de toenmalige Sovjet-Unie. Na in 1984 de middelbare school te hebben afgerond volgde hij een technische opleiding die hij afrondde in 1985. Van 1985 tot 1987 was hij in militaire dienst bij de Sovjet-strijdkrachten in Duitsland. Vervolgens werkte hij in de periode 1987–1990 als komsomol-secretaris in een bosbouw-bedrijf en in het komsomolkantoor van een ertsverwerkingsbedrijf in Krasnotoerinsk. Van 1990 tot 1992 was hij het hoofd van de afdeling "sociaal" van de krant Заря Урала ("Oeral Dageraad"). In 1990 werd Selivanov gekozen tot lid van de regio Sverdlovsk van de gemeenteraad van Krasnotoerinsk. Vanaf januari 1992 was hij daar voorzitter van de commissie voor jeugdzaken. Van december 1993 tot december 2003 was Selivanov in drie verkiezingsperiodes (volgende verkiezingen waren in 1995 en 1999) afgevaardigde van de doema. Vanaf april 2002 was hij daar voorzitter van het comite voor werk werk en sociale zaken. Sinds april 2004 was Selivanov vertegenwoordiger van het hoofd van de federale dienst voor werk en bezigheden. 
In 1995 studeerde hij af aan de juridische staatsacademie van Oeral. 
Selivanov ontving meerdere onderscheidingen en ordes in het gebied van lichamelijke activiteiten en sport. Hij is ereburger van het rajon van de stad Serov. Hij is gehuwd en heeft drie dochters.

## Schaakfunctionaris
In 1994 werd Selivanov gekozen tot vice-president van de Russische schaakfederatie. In 1997 werd hij gekozen tot president van de Russische schaakfederatie en vice-president van de FIDE. Selivanov was van april 1997 tot april 2003 president van de Russische schaakfederatie, en is sindsdien ere-president. Since 2013 is Selivanov vice-president van het Russische Olympisch Comité.  

## Schaakproblemist
In 2003 won Selivanov in Moskou het individuele kampioenschap en het teamkampioenschap op het wereldkampioenschap oplossen van schaakproblemen. Later won hij nog eens twee keer het team-onderdeel op dit WK. In 2008 verkreeg Selivanov de titel grootmeester oplossen van schaakproblemen. Selivanov is auteur van meer dan 850 schaakproblemen en schaakstudies. Hij won acht keer het Wereldkampioenschap schaakcomposities: vier keer individueel en vier keer als lid van het Russische team. In 2009 kreeg Selivanov de titel Internationaal Grootmeester Schaakcomposities. Daarvoor was hij al Russisch grootmeester en Internationaal Beoordelaar van schaakcomposities geworden. Selivanov is redacteur van de bladen Шахматная композиция ("Schaakcompositie") en Уральский проблемист ("Oeral Problemist"). Ook is hij uitgever van de boekenreeks Уральский проблемист ("Oeral Problemist"). 

## Schaakprobleem
|   | Andrei Selivanov Schachmaty w SSSR 1990, met lof |   |    |    |   |   |    |   |
| 8 |                                                  |   |    |    |   |   | nd |   |
| 7 |                                                  |   |    |    |   |   |    |   |
| 6 |                                                  |   |    | pl |   |   |    |   |
| 5 | kl                                               |   | kd |    |   |   |    |   |
| 4 |                                                  |   |    |    |   |   |    |   |
| 3 |                                                  |   |    |    |   |   |    |   |
| 2 | bd                                               |   |    |    |   |   |    |   |
| 1 |                                                  |   |    |    |   |   |    |   |
|   | a                                                | b | c  | d  | e | f | g  | h |
|   | wit, aan zet, houdt remise                       |   |    |    |   |   |    |   |

Oplossing:

1. d6–d7 Pg8–e7 

2. d7–d8P Kc5–d6 

3. Ka5–b6 Pe7–c8+ 

4. Kb6–b7 Kd6–d7 

5. Pd8–c6 La2–d5 

6. Kb7–b8 Ld5xc6 

pat

## Externe koppelingen
- Andrey Selivanov.  Schaakproblemen op de PDB-server "Schwalbe"
- afbeelding: Selivanov (rechts) tijdens een boottocht naar de berg Athos tijdens het 47e congres van de Permanent Commission of the FIDE for Chess Compositions (PCCC) in 2004 in Chalkidiki (Griekenland)

## Publicatie
- Jakov Georgijevitsj Vladimirov, Andrej Vladimirovitsj Selivanov: Solotaja kniga schachmatnoj komposizii. Moskau, 2007